# 洛克阿伯 (新澤西州)
洛克阿伯（英語：Loch Arbour）是位於美國新澤西州蒙茅斯縣的村。

## 人口
根據2020年美國人口普查的數據，洛克阿伯的面積為0.35平方千米，當中陸地面積為0.22平方千米，而水域面積為0.12平方千米。當地共有人口224人，而人口密度為每平方千米640人。